# Kirchleerau
Kirchleerau (gsw. Chilchlerb) – gmina (niem. Einwohnergemeinde) w Szwajcarii, w kantonie Argowia, w okręgu Zofingen. Liczy 898 mieszkańców (31 grudnia 2020). Leży nad rzeką Suhre.